# Marcella Althaus-Reid
Marcella Maria Althaus-Reid (ur. 11 maja 1952 w Rosario, zm. 20 lutego 2009 w Edynburgu) – argentyńska teolożka kontekstualna, profesor teologii w New College na Uniwersytet Edynburskim. W chwili nominacji była jedyną kobietą-profesorem teologii na uniwersytecie w Szkocji oraz pierwszą kobietą na stanowisku profesora teologii w New College w jego 160-letniej historii.

## Życiorys
Urodziła się w Rosario w Argentynie. Uzyskała tytuł licencjata teologii w ISEDET (Protestancki Instytut Uniwersytecki) w Buenos Aires. Studia doktoranckie ukończyła na Uniwersytecie w St Andrews w Szkocji. Jej zainteresowania badawcze obejmowały teologię wyzwolenia, teologię feministyczną oraz teologię queer.

## Myśl teologiczna
Marcella Althaus-Reid znana jest przede wszystkim ze swojej książki Indecent Theology z 2002, w której krytycznie odnosi się do tradycyjnych form teologii feministycznej, wykorzystując język seksualności i cielesności. Twierdziła, że koncepcja seksualności została ukształtowana przez patriarchalny światopogląd, który leży u podstaw wielu niesprawiedliwości i opresji. W tym kontekście postuluje „zdesakralizowanie” dziewictwa Maryi, które – jej zdaniem – zakrywa realne doświadczenia ubogich kobiet, które rzadko są postrzegane w kategoriach „czystości”.
Wprowadziła również pojęcie „nieprzyzwoitego Chrystusa” (indecent Christ), podkreślając, że chrystologia kenotyczna (mówiąca o samo-ograniczeniu Boga w osobie Chrystusa) powinna uwzględniać cielesność i seksualność. Krytykowała tradycyjne przedstawienia Jezusa jako heteroseksualnego i aseksualnego mężczyzny: „Jezus został teologicznie ubrany jako heteroseksualny (celibatariusz). Jezus z wymazanymi genitaliami; Jezus bez ciała erotycznego”. Zamiast tego postulowała ujęcie Chrystusa jako postaci inkluzywnej, obejmującej różne tożsamości płciowe i seksualne.
Althaus-Reid dążyła do stworzenia szerszej chrystologii, która ukazywałaby Jezusa w kontekście współczesnych koncepcji seksualności, płci i uwarunkowań ekonomicznych. Krytykowała klasyczną teologię wyzwolenia Ameryki Łacińskiej za to, że nie podejmuje w wystarczający sposób zagadnień związanych z płcią i seksualnością, obok tematyki kolonializmu i ucisku społecznego.